# استفان هولت (ورزشکار)
استفان هولت (انگلیسی: Stephen Holt؛ زادهٔ ۱ ژانویهٔ ۱۹۷۴) بازیکن هاکی روی چمن اهل استرالیا است.